# Charaña (gemeente)
Charaña is een gemeente (municipio) in de Boliviaanse provincie Pacajes in het departement La Paz. De gemeente telt naar schatting 3.418 inwoners (2018). De hoofdplaats is Charaña.